# Ctenus beerwaldi
Ctenus beerwaldi este o specie de păianjeni din genul Ctenus, familia Ctenidae, descrisă de Strand, 1906. Conform Catalogue of Life specia Ctenus beerwaldi nu are subspecii cunoscute.